# 藍原夕妃
藍原 夕妃（あいはら ゆうひ、1983年12月3日 - ）は、日本の元AV女優。
身長:168cm。スリーサイズ:B87(D-70)・W60・H88。

## 略歴・人物
2005年にAVデビュー。
2006年に引退。

## 出演作品

### アダルトビデオ
2005年
- トーキョー★ポルノ★デイズ act.8 （5月27日、無敵会）
- 顔騎美女 （6月15日、実録出版）
- Sex Life 001 （6月15日、実録出版）
- ビキニ倶楽部 act.1 藍原夕妃がイクっ! （6月24日、無敵会）
- Tokyo流儀 02 （8月2日、プレステージ）
- 巨尻大作戦 （10月1日、実録出版）
- ギャルまんちょ 3 19歳のわがままな性欲と21歳の素直な性欲 （10月19日、ドグマ）…オムニバス作品
- Gal★Santa （11月16日、ドリームチケット）…オムニバス作品
- 寸止め女優 焦らし系 （12月1日、ワンズファクトリー）
- 恥ずかしいコト。 Rebirth （12月3日、アウダースジャパン）
- 肉欲痴女 エロ尻オンナとエゴマゾ男 （12月5日、ワープエンタテインメント）
- R*Queen 6 ［サーキットの露出狂］ （12月10日、ドリームチケット）…オムニバス作品
- デジタルコカン （12月13日、マルクス兄弟）

2006年
- ボクの妹は痴女でザーメン好き （2月13日、マルクス兄弟）
- Mega Hip お尻の女神様 （3月1日、ワンズファクトリー）
- Tokyo Private Mode 003［夕妃］ （4月28日、I.B.WORKS）
- 淫乱感染痴女病棟 （5月1日、MOODYZ）
- 団地妻 生中出し 7 （5月19日、TMA）…オムニバス作品
- 寸止めガマン汁と連続射精が好きな痴女たち （5月19日、ドグマ）
- エロメス この女セックス狂 3 （7月6日、ディープス）
- ギャル痴女っ!! （9月7日、SODクリエイト）
- Tokyo Real Gals （9月29日、笠倉出版社）
- ボンテージ刑事 （11月6日、実録出版）

2008年
- その美尻、二千人にひとり （6月20日、無敵会） ※総集編